# Portokavalna anastomoza
Portokavalne anastomoze so zveze med žilnimi sistemom portalne vene oz. dverne dovodnice (vena portae) ter zgornje in spodnje votle vene (v. cava superior & inferior). V normalnih razmerah so anastomoze neznatnega obsega in šibke, v primeru ovire krvnega pretoka v enem ali drugem žilnem sistemu (npr. zaradi ciroze jeter) pa se lahko močno razširijo. Klinično so pomembne naslednje anastomoze:
| Področje          | Sistem portalne vene                              | Sistem votlih ven                                                                                    | Klinično ime       |
| ----------------- | ------------------------------------------------- | --- | ------------------ |
| požiralnik        | leva gastrična vena                               | vena azigos in hemiazigos                                                                            | ezofagealne varice |
| danka             | zgornja rektalna vena (spodnja mezenterična vena) | medialna rektalna vena (notranja iliakalna vena) in spodnja rektalna vena (notranja pudendalna vena) | hemoroidi          |
| paraumbilikalno   | paraumbilikalne vene                              | zgornje, spodnje in povrhnje epigastrične vene                                                       | meduzina glava     |
| retroperitonealno | mezenterične vene                                 | vena azigos in hemiazigos                                                                            | /                  |

Življenjsko nevarna je lahko razširitev ezofagealnih varic, saj slednje nemalokrat privede do usodnih notranjih krvavitev. Za izognjenje tovrstnnemu primeru se s kirurškim posegom ustvari dodatno anastomozo med portalno veno in spodnjo votlo veno (v. cava inferior), s čimer se portalno veno in druge anastomoze razbremeni pritiska.